# Biedermannsdorf
Biedermannsdorf är en ort och kommun  i Österrike. Den ligger i distriktet Mödling i förbundslandet Niederösterreich, cirka 15 kilometer söder om Wien.